# Rutenium
Rutenium är ett metalliskt grundämne som tillhör gruppen lätta platinametaller med kemiskt tecken Ru och atomnummer 44. Rutenium är även en restprodukt från fissionerad uran-235.

## Historia
Rutenium upptäcktes av den ryske kemisten Karl Ernst Claus 1844 och var den sjätte och sista av platinametallerna som upptäckts. Namnet rutenium kommer från nylatinets Ruthenia (Rutenien).

## Förekomst och framställning
Rutenium förekommer endast med ca 0,004 g/ton i naturen och tillsammans med andra platinametaller, till exempel som legering med iridium. Det kan framställas ur anodslam, en biprodukt vid rening av råkoppar.
Separationen från andra metaller sker genom destillation av rutenium(VIII)oxid och metallen utvinns genom reduktion av (NH4)3RuCl6 med vätgas.
Ca 12 ton rutenium produceras varje år med en beräknad total tillgång av 5 000 ton i världen.

## Användning
Rutenium används inom kemisk industri, t. ex. som katalysator vid syntes av långkedjiga kolväten och inom elektronikindustrin till hårda kontaktlegeringar. Vidare används rutenium till smycken, pennspetsar, glödtrådar och keramikglasyrer. Rutenium är också en viktig komponent i Grätzel-celler, en typ av solcell.
Den radioaktiva isotopen Rutenium-106 används som betastrålande preparat vid cancerbehandling, framförallt vid behandling av ögonmelanom.